# Diocèse de Pouzzoles
Le diocèse de Pouzzoles (en latin : Diœcesis Puteolana ; en italien : Diocesi di Pozzuoli) est un diocèse de l'Église catholique en Italie, suffragant de l'archidiocèse de Naples et appartenant à la région ecclésiastique de Campanie.

## Territoire
Il se situe dans une partie de la ville métropolitaine de Naples dont l'autre partie est dans les archidiocèses de Naples et de Sorrente-Castellammare di Stabia et les diocèses de Nole, d'Acerra et d'Ischia. Son territoire a une superficie de 105 km2 divisé en 69 paroisses regroupées en 8 archidiaconés. L'évêché est dans la ville de Pouzzoles où se trouve la cathédrale saint Procule.

## Histoire
La première nouvelle historiquement fiable de l'existence d'une communauté chrétienne à Pouzzoles remonte à l'évangéliste saint Luc, qui décrit les étapes du voyage entrepris par l'apôtre Paul de Césarée de Palestine à Rome dans les actes des apôtres (Actes 28:13-14). Selon une tradition remontant à la fin du XVIe siècle, le premier évêque de la ville est Patrobas, mentionné par Paul dans l'épître aux Romains (16:14) et consacré par saint Pierre en 42, et le second est Celse, vénéré à Pouzzoles dès la première moitié du XIe siècle. À la suite des études menées par Angelo D'Ambrosio sous le pontificat du pape Jean XXIII dans le cadre d'une vaste réforme du calendrier des fêtes liturgiques des églises locales, ces deux saints sont considérés comme n'ayant jamais existé, puis supprimé lors de la rédaction du nouveau calendrier.
Le premier évêque attesté historiquement est l'usurpateur Fiorenzo, évêque arien ayant vécu à l'époque des empereurs Gratien et Valentinien II, condamné et expulsé de son siège entre 363 et 378. Une épitaphe, maintenant disparue, rapporte la date de la déposition de l'évêque Teodoro le 13 mai 435 ; vient ensuite l’évêque Julius, légat du pape au deuxième concile d'Éphèse en 449. Après Claudio, qui n'appartient peut-être pas à l'église de Pouzzoles, l'évêque Aucupio, prend part au concile de Rome organisé par le pape Symmaque en 499 et probablement aussi à celui célébré par le pape Gelase Ier de 495 mais les évêques sont documentés sans leur lieu d'appartenance. Après Gemino, mentionné dans l'épistolaire du pape Pélage Ier, un évêque anonyme est mentionné dans les lettres de Grégoire le Grand ; l'évêque Gaudioso, participe au concile de Rome célébré par le pape Agathon en 680 pour condamner le monothélisme.
La chronologie épiscopale de Pouzzoles reprend au Xe siècle avec l’évêque Stefano, à qui le sous-diacre napolitain Pietro, son contemporain, consacre la passion de Sant'Artema di Pozzuoli. La série d'évêques successifs jusqu'au milieu du XIIIe siècle est incertaine et très fragmentaire. Certains privilèges accordés aux évêques Donato et Mauro dans la première moitié du XIIe siècle semblent documenter la dépendance de Pouzzoles vis-à-vis de l'archidiocèse de Capoue, alors qu'à la fin du siècle, elle figure parmi les suffragants de l'archidiocèse de Naples, métropolitain à laquelle Pouzzoles reste lié jusqu'à aujourd'hui. En 1249, l'existence du chapitre de chanoines de la cathédrale portant le titre de congrégatio clericorum sanctae sedis putheolanae est documentée pour la première fois. Pour éliminer l'intrusion des laïcs dans les nominations des évêques, Giovanni Brito établit en 1303 la règle selon laquelle seuls les chanoines de la cathédrale doivent élire l'évêque diocésain. 
Entre le XVe et le XVIe siècle, plusieurs ordres et congrégations religieuses fondent à Pouzzoles. Parmi ceux-ci, les frères mineurs observants en 1472, les carmes en 1475, les dominicains en 1509 et les frères mineurs capucins en 1574. Même la vie laïque s'organise par la naissance et la diffusion des confréries. L'évêque Leonardo Vairo (1587-1603) est chargé de la première mise en œuvre des décrets de réforme du concile de Trente ; il commence la série de visites pastorales et de synodes et institue le séminaire le 31 mai 1587. Il promeut également la décoration du culte, l'amélioration intellectuelle et morale du clergé et l'instruction religieuse des enfants et des adultes. À la mort de Vairo et jusqu'en 1732, le diocèse est gouverné par 14 évêques principalement âgés ou malades, qui font peu pour renouveler la vie du diocèse. Raffaele Purpo (1843-1876) institue une société d’aide mutuelle tandis que Giuseppe Petrone (1921-1933) organise des associations catholiques dans le cadre de l’action catholique.
Une controverse éclate dans l'après-guerre entre les évêques de Pouzzoles et d'Aversa au sujet des frontières de leurs diocèses. Elle est résolue par le Saint-Siège en 1957, en décidant de faire coïncider les frontières avec celles des municipalités de Pouzzoles et de Giugliano in Campania. De 1958 à 1966, le siège de Pouzzoles est uni in persona episcopi à l'archidiocèse de Naples. Le 8 juillet 1961, le pape Jean XXIII, avec la bulle Cognitum est omnibus, accorde au cardinal Alfonso Castaldo l’utilisation du pallium. L'union avec Naples est précédée et suivie de deux longues périodes de sièges vacants pendant seize ans. À la demande de l'administrateur apostolique Salvatore Sorrentino, la congrégation des rites confirme par décret du 1er décembre 1967, que Janvier de Bénévent et Procule de Pouzzoles sont les patrons principaux du diocèse, auxquels il ajoute comme patrons secondaires saint Paul et saint Artème. 
Le 12 novembre 1990, le diocèse reçoit la visite pastorale du pape Jean-Paul II. Les évêques Salvatore Sorrentino et Silvio Padoin lancent la création du musée diocésain d'art sacré, installé dans les salles du séminaire diocésain. Le 20 mai 2016, le nouveau musée est inauguré dans le palais épiscopal du quartier de Terra. Le 7 juin 2003, un synode diocésain est organisé après le IIe concile œcuménique du Vatican qui est clôturé par la publication du livre du Synode le 25 janvier 2007.

## Sources
- « Diocese of Pozzuoli »